# 콜리시엄 앳 리치필드
콜리시엄 앳 리치필드(영어: Coliseum at Richfield)은 미국 오하이오주 리치필드에 위치한 실내 경기장이다. 과거 NBA 클리블랜드 캐벌리어스와 NHL 클리블랜드 배런스 그리고 IHL 클리블랜드 럼버잭스, WHA 클리블랜드 크루세이더스의 홈경기장으로 사용했다.
| NBA 올스타전 개최 경기장 |                             |                  |
| 1980년                   | 1981년 콜리시엄 앳 리치필드 | 1982년           |
| 캐피탈 센터              | 1981년 콜리시엄 앳 리치필드 | 브렌든 번 아레나 |
|                          |                             |                  |
|                          |                             |                  |